# Garden Route nationalpark
Garden Route nationalpark är en nationalpark i Garden Route-regionen längs Sydafrikas sydkust, belägen vid gränsen mellan provinserna Western Cape och Eastern Cape. Nationalparken inrättades den 6 mars 2009 och bildades genom en sammanslagning av Tsitsikamma och Wilderness nationalparker och Knysna National Lake Area, samt en utökning med andra landområden. De tidigare nationalparkerna behölls som sektioner inom den nya större parken. Av de cirka 1 210 km² (121 000 ha) som nationalparken omfattade vid inrättandet utgjordes cirka 685 km² (68 500 ha) av nationalparkerna Tsitsikamma och Wilderness.
Området Garden Route är känt för sina vackra kust och rika flora med för Sydafrika inhemsk skog och fynbos.

## Tsitsikamma
Denna del skyddades som en nationell kust- och skogspark redan 1964 och omfattar klippiga kuster och en bergsregion med dalar, höglänt skog, fynbos och djupa flodraviner.
Floden Storms River har sin mynning inom parken. I närheten finns ett turistläger, som är utgångspunkten för vandringsleden Otter Trail, som går genom Tsitsikamma, från Storms River till Nature's Valley.

## Knysna
Denna del, nära staden Knysna, präglas av Knysnaflodens estuarium, ett botainskt rikt estuarium som också är en viktigt miljö för fiskar och fåglar.

## Wilderness
Denna del skyddades som nationalpark 1987 och omfattar området kring Touws Rivers mynning och omgivande landskap med sjöar, vattendrag och våtmarker.